# 818
سنة 818 م كانت سنة بسيطة تبدأ يوم الجمعة (الرابط يظهر نموذج التقويم الكامل للسنة) من التقويم اليولياني. بدأت تسمية السنة ب818 منذ العصور الوسطى المبكرة، عندما أصبح تقويم أنو دوميني هو الأسلوب السائد في أوروبا لتسمية السنوات.

## أحداث

### حسب المكان
- الفايكنج المعروفون باسم روس (نورسمان، الشماليون) نهبوا الساحل الشمالي للأناضول (تركيا الحديثة)، مما يمثل أول غارة مسجلة لشعب روس على أراضي الإمبراطورية البيزنطية.[4]

### مارس
- 25 مارس حدثت وقعة الربض.

## مواليد
- سهل التستري

## وفيات
- إرمينغارد من هيسباي
- الفضل بن نوبخت
- برنارد ملك إيطاليا
- علي الرضا الرضا:الإمام الثامن من الائمة والمعصوم العاشر من 14 معصوم
- فضل بن سهل السرخسي
- فيليكس قس إسباني
- محمد بن جعفر الصادق
- أحمد بن أبي طيبة الدارمي